# Тайменье (озеро, исток Тайменьей)
Тайме́нье — пресноводное озеро в Таймырском Долгано-Ненецком районе Красноярском крае России, в левобережье нижнего течения реки Енисей, в 14 км к западу от впадения в Енисей реки Грязной.

## Общие сведения
Имеет продолговатую форму, вытянуто в меридиональном направлении. Высота над уровнем моря — 32 м. Площадь озера — 18,4 км². Длина с юга на север составляет около 8 км, ширина в южной части достигает 3,2 км.

## Описание
Впадает около двух десятков ручьёв. На юго-востоке вытекает река Тайменья, приток Грязной, впадающей в Енисей. Небольшой остров в северо-западной части. Береговая линия ровная. Берега пологие или холмистые, покрытые лесотундрой. Множество мелких озёр в окрестности. У северо-восточного берега — обширные отмели. Населённые пункты на озере отсутствуют.